# David di Donatello per la migliore attrice non protagonista

Marina Confalone con quattro premi detiene il record di vittorie.

Il David di Donatello per la migliore attrice non protagonista è un premio cinematografico assegnato annualmente nell'ambito dei David di Donatello, a partire dall'edizione del 1981.

## Vincitori e candidati
I vincitori sono indicati in grassetto.

### Anni 1981-1989
- 1981
  - Maddalena Crippa - Tre fratelli[1]
  - Ida Di Benedetto - Camera d'albergo[2]
  - Laura Antonelli - Passione d'amore
- 1982
  - Alida Valli - La caduta degli angeli ribelli
  - Valeria D'Obici - Piso pisello
  - Piera Degli Esposti - Sogni d'oro
- 1983
  - Virna Lisi - Sapore di mare
  - Lina Polito - Scusate il ritardo
  - Milena Vukotic - Amici miei atto II
- 1984
  - Elena Fabrizi - Acqua e sapone
  - Stefania Casini - Lontano da dove
  - Rossana Di Lorenzo - Ballando ballando
  - Anna Longhi - Il tassinaro
- 1985
  - Marina Confalone - Così parlò Bellavista
  - Valeria D'Obici - Uno scandalo perbene
  - Ida Di Benedetto - Pizza connection
- 1986
  - Athina Cenci - Speriamo che sia femmina
  - Isa Danieli - Un complicato intrigo di donne, vicoli e delitti
  - Stefania Sandrelli - Speriamo che sia femmina
- 1987
  - Lina Sastri - L'inchiesta
  - Valentina Cortese - Via Montenapoleone
  - Stefania Sandrelli - La sposa era bellissima
- 1988
  - Elena Sofia Ricci - Io e mia sorella
  - Marthe Keller - Oci ciornie
  - Silvana Mangano - Oci ciornie
  - Vivian Wu - L'ultimo imperatore
- 1989
  - Athina Cenci - Compagni di scuola
  - Pupella Maggio - Nuovo Cinema Paradiso
  - Pamela Villoresi - Splendor

### Anni 1990-1999
- 1990
  - Nancy Brilli - Piccoli equivoci
  - Amanda Sandrelli - Amori in corso
  - Stefania Sandrelli - Il male oscuro
  - Mariella Valentini - Palombella rossa
  - Pamela Villoresi - Evelina e i suoi figli
- 1991
  - Zoe Incrocci - Verso sera
  - Vana Barba - Mediterraneo
  - Anne Roussel - Il portaborse
  - Mariella Valentini - Volere volare
  - Alida Valli - La bocca
  - Milena Vukotic - Fantozzi alla riscossa
- 1992
  - Elisabetta Pozzi - Maledetto il giorno che t'ho incontrato
  - Angela Finocchiaro - Il muro di gomma
  - Cinzia Leone - Donne con le gonne
- 1993
  - Marina Confalone - Arriva la bufera
  - Alessia Fugardi - Il grande cocomero
  - Monica Scattini - Un'altra vita
- 1994
  - Monica Scattini - Maniaci sentimentali
  - Regina Bianchi - Il giudice ragazzino
  - Stefania Sandrelli - Per amore, solo per amore
- 1995
  - Angela Luce - L'amore molesto
  - Virna Lisi - La Regina Margot
  - Ottavia Piccolo - Bidoni
- 1996
  - Marina Confalone - La seconda volta
  - Stefania Sandrelli - Ninfa plebea
  - Lina Sastri - Vite strozzate
- 1997
  - Barbara Enrichi - Il ciclone
  - Edy Angelillo - La bruttina stagionata
  - Andréa Ferréol - Sono pazzo di Iris Blond
  - Eva Grieco - Marianna Ucrìa
  - Lorenza Indovina - La tregua
- 1998
  - Nicoletta Braschi - Ovosodo
  - Athina Cenci - I miei più cari amici
  - Marina Confalone - La parola amore esiste
- 1999
  - Cecilia Dazzi - Matrimoni
  - Paola Tiziana Cruciani - Baci e abbracci
  - Lunetta Savino - Matrimoni

### Anni 2000-2009
- 2000
  - Marina Massironi - Pane e tulipani
  - Rosalinda Celentano - Il dolce rumore della vita
  - Anna Galiena - Come te nessuno mai
- 2001
  - Stefania Sandrelli - L'ultimo bacio
  - Athina Cenci - Rosa e Cornelia
  - Jasmine Trinca - La stanza del figlio
- 2002
  - Stefania Sandrelli - Figli/Hijos
  - Rosalinda Celentano - L'amore probabilmente
  - Iaia Forte - Paz!
- 2003
  - Piera Degli Esposti - L'ora di religione
  - Monica Bellucci - Ricordati di me
  - Francesca Neri - La felicità non costa niente
  - Nicoletta Romanoff - Ricordati di me
  - Serra Yılmaz - La finestra di fronte
- 2004
  - Margherita Buy - Caterina va in città
  - Anna Maria Barbera - Il paradiso all'improvviso
  - Claudia Gerini - Non ti muovere
  - Jasmine Trinca - La meglio gioventù
  - Giselda Volodi - Agata e la tempesta
- 2005
  - Margherita Buy - Manuale d'amore
  - Erika Blanc - Cuore sacro
  - Lisa Gastoni - Cuore sacro
  - Giovanna Mezzogiorno - L'amore ritorna
  - Galatea Ranzi - La vita che vorrei
- 2006
  - Angela Finocchiaro - La bestia nel cuore
  - Isabella Ferrari - Arrivederci amore, ciao
  - Marisa Merlini - La seconda notte di nozze
  - Stefania Rocca - La bestia nel cuore
  - Jasmine Trinca - Il caimano
- 2007
  - Ambra Angiolini - Saturno contro
  - Angela Finocchiaro - Mio fratello è figlio unico
  - Michela Cescon - L'aria salata
  - Sabrina Impacciatore - N (Io e Napoleone)
  - Francesca Neri - La cena per farli conoscere
- 2008
  - Alba Rohrwacher - Giorni e nuvole
  - Paola Cortellesi - Piano, solo
  - Carolina Crescentini - Parlami d'amore
  - Isabella Ferrari - Caos calmo
  - Valeria Golino - Caos calmo
  - Sabrina Impacciatore - Signorina Effe
- 2009
  - Piera Degli Esposti - Il divo
  - Sabrina Ferilli - Tutta la vita davanti
  - Maria Nazionale - Gomorra
  - Micaela Ramazzotti - Tutta la vita davanti
  - Carla Signoris - Ex

### Anni 2010-2019
- 2010
  - Ilaria Occhini - Mine vaganti
  - Anita Kravos - Alza la testa
  - Claudia Pandolfi - La prima cosa bella
  - Elena Sofia Ricci - Mine vaganti
  - Alba Rohrwacher - L'uomo che verrà
- 2011
  - Valentina Lodovini - Benvenuti al Sud
  - Barbora Bobuľová - La bellezza del somaro
  - Valeria De Franciscis - Gianni e le donne
  - Anna Foglietta - Nessuno mi può giudicare
  - Claudia Potenza - Basilicata coast to coast
- 2012
  - Michela Cescon - Romanzo di una strage
  - Barbora Bobuľová - Scialla! (Stai sereno)
  - Margherita Buy - Habemus Papam
  - Cristiana Capotondi - La kryptonite nella borsa
  - Anita Caprioli - Corpo celeste
- 2013
  - Maya Sansa - Bella addormentata
  - Ambra Angiolini - Viva l'Italia
  - Anna Bonaiuto - Viva la libertà
  - Rosabell Laurenti Sellers - Gli equilibristi
  - Francesca Neri - Una famiglia perfetta
  - Fabrizia Sacchi - Viaggio sola
- 2014
  - Valeria Golino - Il capitale umano
  - Claudia Gerini - Tutta colpa di Freud
  - Paola Minaccioni - Allacciate le cinture
  - Galatea Ranzi - La grande bellezza
  - Milena Vukotic - La sedia della felicità
- 2015
  - Giulia Lazzarini - Mia madre
  - Barbora Bobuľová - Anime nere
  - Anna Foglietta - Noi e la Giulia
  - Valeria Golino - Il ragazzo invisibile
  - Micaela Ramazzotti - Il nome del figlio
- 2016
  - Antonia Truppo - Lo chiamavano Jeeg Robot
  - Sonia Bergamasco - Quo vado?
  - Claudia Cardinale - Ultima fermata
  - Elisabetta De Vito - Non essere cattivo
  - Piera Degli Esposti - Assolo
- 2017
  - Antonia Truppo - Indivisibili
  - Valentina Carnelutti - La pazza gioia
  - Michela Cescon - Piuma
  - Valeria Golino - La vita possibile
  - Roberta Mattei - Veloce come il vento
- 2018
  - Claudia Gerini - Ammore e malavita
  - Sonia Bergamasco - Come un gatto in tangenziale
  - Anna Bonaiuto - Napoli velata
  - Giulia Lazzarini - The Place
  - Micaela Ramazzotti - La tenerezza
- 2019
  - Marina Confalone - Il vizio della speranza
  - Nicoletta Braschi - Lazzaro felice
  - Donatella Finocchiaro - Capri-Revolution
  - Kasia Smutniak - Loro
  - Jasmine Trinca - Sulla mia pelle

### Anni 2020-2029
- 2020
  - Valeria Golino - 5 è il numero perfetto
  - Maria Amato - Il traditore
  - Alida Baldari Calabria - Pinocchio
  - Anna Ferzetti - Domani è un altro giorno
  - Tania Garribba - Il primo re
- 2021
  - Matilda De Angelis - L'incredibile storia dell'Isola delle Rose
  - Barbara Chichiarelli - Favolacce
  - Claudia Gerini - Hammamet
  - Benedetta Porcaroli - 18 regali
  - Alba Rohrwacher - Magari
- 2022
  - Teresa Saponangelo - È stata la mano di Dio
  - Susy Del Giudice - I fratelli De Filippo
  - Cristiana Dell'Anna - Qui rido io
  - Luisa Ranieri - È stata la mano di Dio
  - Vanessa Scalera - L'arminuta
- 2023
  - Emanuela Fanelli - Siccità
  - Giulia Andò - La stranezza
  - Daniela Marra - Esterno notte
  - Giovanna Mezzogiorno - Amanda
  - Aurora Quattrocchi - Nostalgia
- 2024
  - Emanuela Fanelli – C'è ancora domani
  - Barbora Bobulova – Il sol dell'avvenire
  - Alba Rohrwacher – La chimera
  - Isabella Rossellini – La chimera
  - Romana Maggiora Vergano – C'è ancora domani
- 2025
  - Valeria Bruni Tedeschi – L'arte della gioia
  - Geppi Cucciari – Diamanti
  - Tecla Insolia – Familia
  - Jasmine Trinca – L'arte della gioia
  - Luisa Ranieri – Parthenope

## Attrici pluripremiate
| Numero di vittorie | Vincitore           | Anni                   |
| ------------------ | ------------------- | ---------------------- |
| 4                  | Marina Confalone    | 1985, 1993, 1996, 2019 |
| 2                  | Athina Cenci        | 1986, 1989             |
| 2                  | Stefania Sandrelli  | 2001, 2002             |
| 2                  | Piera Degli Esposti | 2003, 2009             |
| 2                  | Margherita Buy      | 2004, 2005             |
| 2                  | Angela Finocchiaro  | 2006, 2007             |
| 2                  | Valeria Golino      | 2014, 2020             |
| 2                  | Antonia Truppo      | 2016, 2017             |
| 2                  | Emanuela Fanelli    | 2023, 2024             |